# Campionati del mondo di ciclismo su pista
I campionati del mondo di ciclismo su pista UCI (en. UCI Track Cycling World Championships) sono uno dei campionati del mondo UCI e assegnano il titolo di Campione del mondo per diverse specialità del ciclismo su pista. Sono gestiti dall'Unione Ciclistica Internazionale (UCI) e, prima del 1900, erano amministrati dall'Associazione Ciclistica Internazionale, organismo predecessore dell'UCI.

## Storia

### 1893-1939: le prime edizioni e il dominio europeo
La prima competizione riconosciuta come Campionati del mondo di ciclismo su pista si svolse nel 1893 a Chicago, in occasione dell'Esposizione universale. L'ufficialità di tale competizione fu resa possibile dalla creazione, nel 1892, della prima organizzazione mondiale di ciclismo denominata Associazione Ciclistica Internazionale (International Cycling Association, ICA). Si disputarono tre discipline per la categoria Dilettanti, il mezzofondo, la velocità e i 10 chilometri, su due giorni, 11 e 12 agosto 1893. I concorrenti erano per la maggior parte delle Americhe, più precisamente degli Stati Uniti e delle nove medaglie attribuite, sette furono vinte da questi ultimi. Il primo campione del mondo fu uno statunitense, Arthur Augustus Zimmerman, che vinse la medaglia d'oro sia nella velocità sia nei 10 chilometri, mentre fu un sudafricano, Lawrence Meintjes, a vincere nel mezzofondo. Il numero di corridori che presero parte alle prove era limitato, con soli nove atleti per i 10 km, sei nella velocità e una dozzina nel mezzofondo.
Le edizioni dei cinque anni successivi si svolsero tutte in Europa e furono l'occasione per i corridori di questo continente di conquistare le piazze d'onore sul podio. I Campionati del mondo del 1894 ad Anversa furono gli ultimi aperti solo ai corridori dilettanti e anche l'ultima edizione in cui si disputò la prova dei 10 km. L'anno successivo, a Colonia, furono assegnati quattro titoli, due per la categoria Dilettanti e due per i Professionisti. Si trattava di prove di velocità e mezzofondo e fu lo stesso fino all'edizione 1898 a Vienna. In questi anni tutti i titoli furono riportati da ciclisti europei, a eccezione della velocità professionisti del 1898 vinta da uno statunitense, George A. Banker. Il numero delle vittorie di questi cinque campionati "europei" era favorevole ai corridori inglesi, con cinque titoli su diciotto, tre titoli andarono ai corridori tedeschi e olandesi, due ai francesi e uno rispettivamente a norvegesi, belgi, irlandesi e danesi. Il primo titolo professionisti nel mezzofondo venne vinto da Jimmy Michael e il primo titolo nella velocità a Robert Protin.

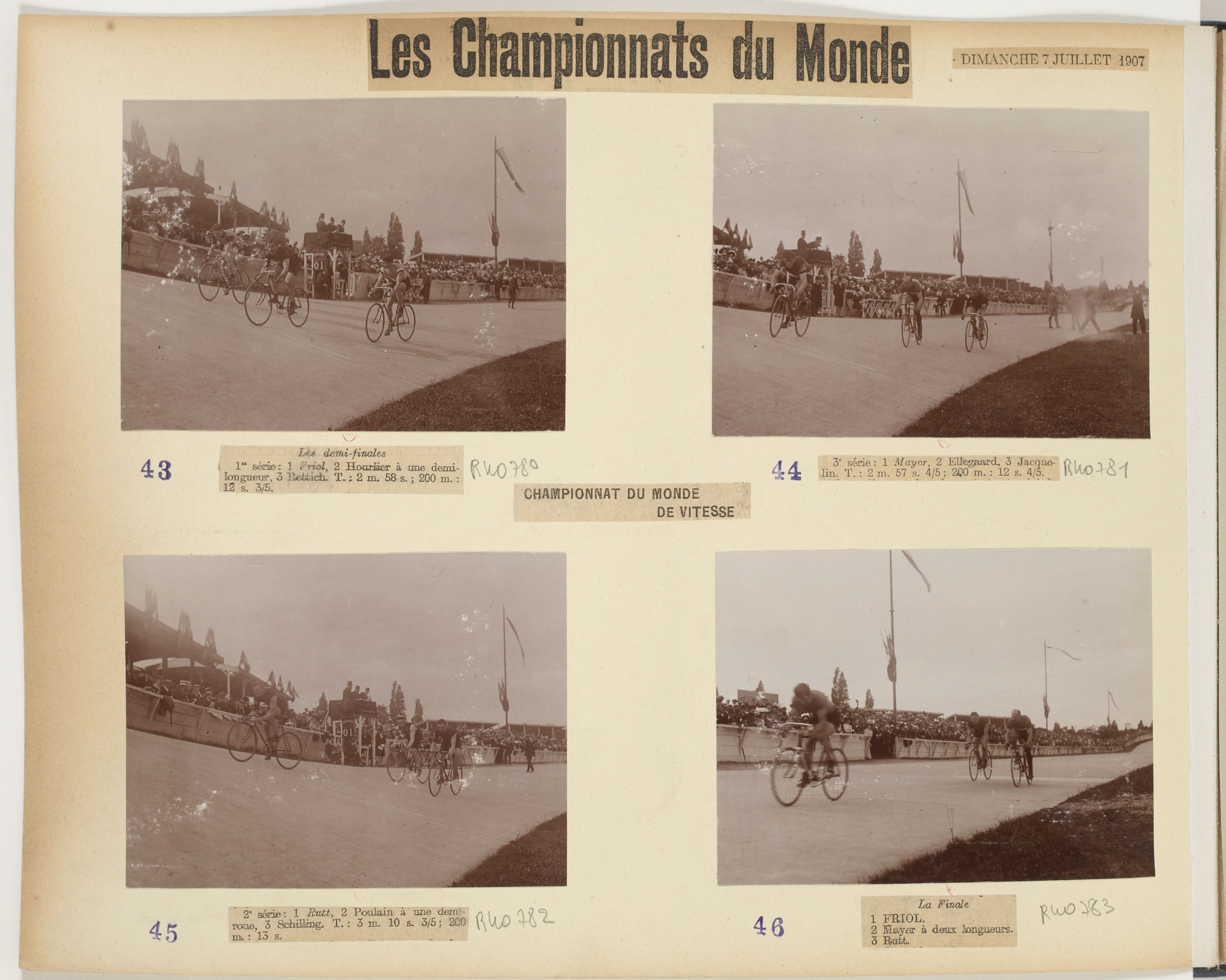
Istantanee dalla gara di velocità professionisti, vinta da Émile Friol, ai campionati del mondo 1907 a Parigi

L'edizione 1899 si svolse in Canada, a Montréal, e i corridori nordamericani tornarono a comparire sui podi mondiali. Su quattro titoli assegnati, due furono riportati da statunitensi e due da inglesi. In più, sulle dodici medaglie assegnate, sei furono vinte da statunitensi e due da canadesi; le restanti da inglesi e francesi. Le successive dodici edizioni si svolsero nel continente europeo, da quella di Parigi del 1900 fino a quella di Roma del 1911. I corridori europei tornarono quindi a dominare i titoli mondiali; si distinsero in particolare i francesi che vinsero tre titoli su quattro a Parigi nel 1900 e nel 1907. Questa tendenza fu invertita solo nel 1904 a Londra, quando gli statunitensi si aggiudicarono tre titoli mondiali. In generale, i titoli assegnati in questi campionati furono ripartiti tra francesi, con tredici vittorie, inglesi con nove, danesi con cinque, tedeschi e statunitensi con quattro, svizzeri con due e infine belgi, olandesi e italiani con uno. Spiccano nel primo decennio di secolo i sei successi nella velocità professionisti ottenuti dal danese Thorvald Ellegaard.
Nel 1912 Newark negli Stati Uniti ospitò la nuova edizione dei campionati, e vennero assegnati tre titoli. Eccezionalmente la prova del mezzofondo Dilettanti non venne corsa e gli altri tre titoli furono vinti da corridori americani. Questi ultimi realizzarono anche la tripletta nella velocità Dilettanti e nel mezzofondo Professionisti. Le due ultime medaglie vennero vinte nella velocità Professionisti da un australiano e da un francese. Le ultime due edizioni prima della guerra si disputarono a Lipsia in Germania e a Copenaghen in Danimarca. Nella prima furono assegnati due titoli agli inglesi, uno ai francesi e ai tedeschi, mentre l'anno successivo fu assegnato solo il titolo del mezzofondo Dilettanti, vinto dall'olandese Cor Blekemolen. Fino al 1958 questa prova non venne più disputata.

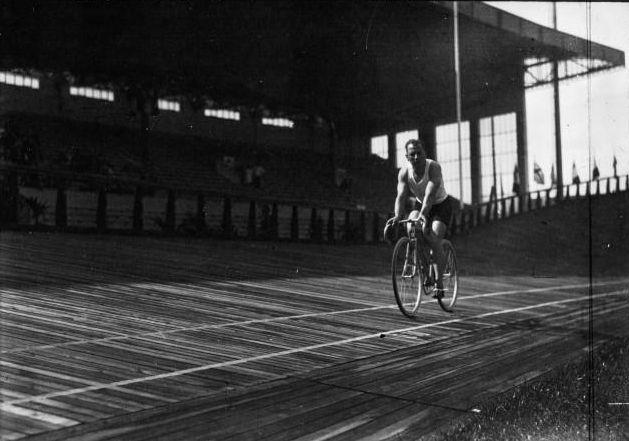
Lucien Michard ai campionati del mondo 1930 a Bruxelles

La Prima guerra mondiale causò un'interruzione di cinque anni. Il ritorno dei campionati ebbe luogo ad Anversa in Belgio nel 1920. Data l'uscita dal programma del mezzofondo dilettanti, solo tre prove ebbero luogo e il programma rimase tale fino al 1939. Queste venti edizioni si disputarono tutte in Europa, permettendo così ai corridori di questo continente di conservare la superiorità in termini di vittorie. Quattro paesi dominarono i campionati: Paesi Bassi e Francia con quattordici titoli, Belgio con undici e Germania con nove. Degni di nota sono i quattro titoli consecutivi riportati nella velocità Professionisti dal francese Lucien Michard seguiti dalle sei vittorie consecutive nella stessa disciplina del belga Jef Scherens. L'ultima edizione, a Milano in Italia, venne interrotta a causa della dichiarazione di guerra e la finale nella velocità individuale non venne corsa, malgrado il terzo posto già assegnato al tedesco Albert Richter, così come il mezzofondo.
Per la seconda volta, la guerra causò una pausa nella storia dei Campionati mondiali su pista, ma questa interruzione permise un rinnovamento con l'inserimento di nuove discipline. Il bilancio generale di queste prime edizioni dei campionati vede un netto dominio delle nazioni europee. Paesi come Germania, Belgio, Francia, Gran Bretagna e Paesi Bassi furono i protagonisti del ciclismo su pista.

### 1946-1973: il dopoguerra e il rinnovamento dei campionati
I campionati del mondo su pista tornarono a essere organizzati nel 1946 a Zurigo in Svizzera, paese sede dell'Unione Ciclistica Internazionale. Due nuove prove vennero inserite nel programma di questa edizione, l'inseguimento individuale nelle categorie Professionisti, che si correva su una distanza di 5000 metri, e per i Dilettanti, su 4000 metri.. Le dodici edizioni che si tennero tra il 1946 a Zurigo e il 1957 a Rocourt si svolsero tutte nel continente europeo, come spesso accadeva. Furono gli ultimi campionati aperti esclusivamente agli uomini.

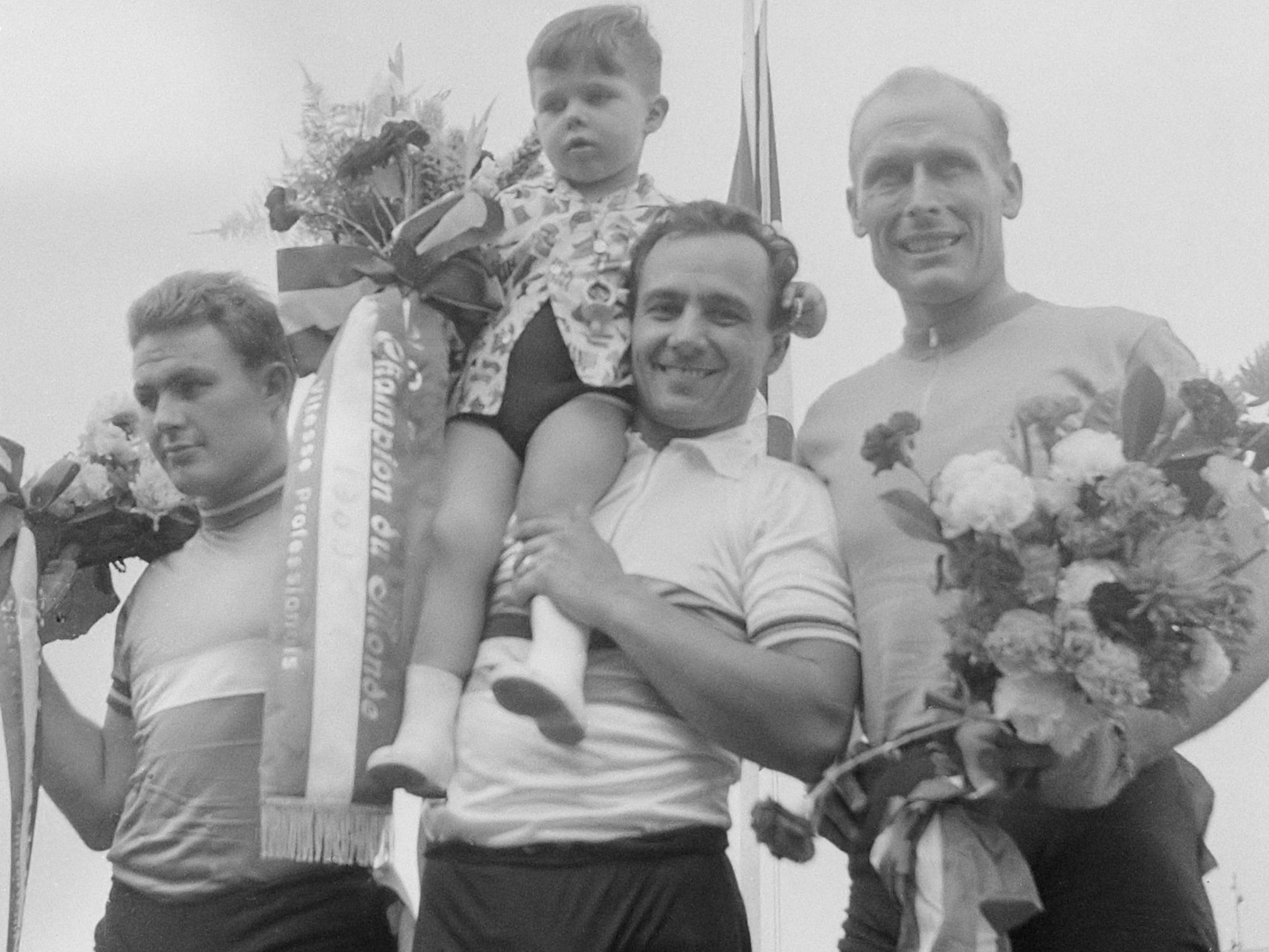
Il podio della velocità professionisti ai campionati del mondo 1959 ad Amsterdam: da sinistra Michael Rousseau, Antonio Maspes e Jan Derkens

I primi campionati del mondo di inseguimento furono vinti dall'olandese Gerrit Peters, tra i Professionisti, e dal francese Roger Rioland tra i Dilettanti. Questo periodo fu anche l'occasione per il ciclismo su pista italiano di imporsi sulla scena mondiale. Con 24 titoli in dodici edizioni gli italiani prevalsero spesso, in quegli anni, su britannici e francesi, fermi a otto titoli, olandesi con sei e belgi con cinque. Gli europei rimasero comunque i leader a livello mondiale, ma una nuova nazione iniziò a emergere, l'Australia, che si aggiudicò quattro titoli con Sydney Patterson, ripartiti tra velocità Dilettanti del 1949, inseguimento dilettanti del 1950 e due nell'inseguimento Professionisti nel 1952 e 1953, e uno con Graham French, vincitore nel mezzofondo nel 1956. La Danimarca con tre titoli, la Svizzera con due e la Spagna con un titolo completano le nazioni campioni di questo periodo.
L'edizione del 1958 fu la prima a vedere impegnate anche le donne. Si tenne a Parigi e propose otto discipline: velocità e inseguimento Professionisti, Dilettanti e Donne, e il mezzofondo per Professionisti e Dilettanti. Le prime donne della storia a vincere il titolo di campionessa mondiale furono le sovietiche Galina Ermolaeva nella velocità e Ljubov' Kočetova nell'inseguimento. Il programma rimase immutato fino ai campionati di Zurigo del 1961; l'anno successivo, a Milano, fu aggiunta la prova di inseguimento a squadre riservata ai corridori dilettanti.. La Germania Ovest fu la prima squadra vincitrice di questa prova e il podio fu completato da Danimarca e Unione Sovietica. Il programma rimase invariato fino ai campionati disputati a San Sebastián in Spagna nel 1965. Belgio e Unione Sovietica furono le nazioni emergenti in questo periodo: la prima vinse otto titoli, la seconda, al pari dell'Italia, sette. Al contrario, Gran Bretagna e Francia non riuscirono più ad imporsi come negli anni precedenti e vinsero rispettivamente solo due e un titolo.

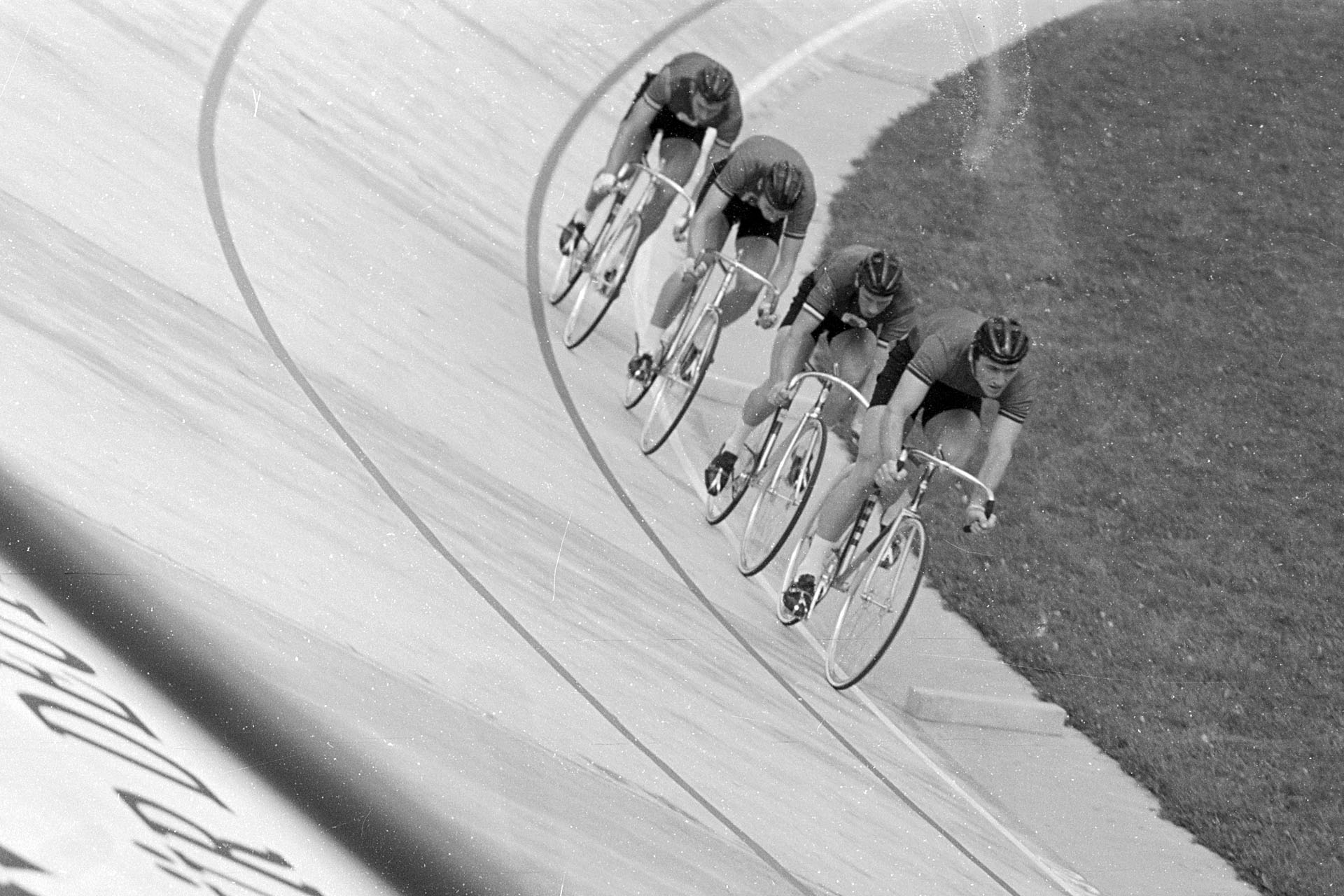
Il quartetto britannico di inseguimento a squadre ai campionati del mondo 1966 a Francoforte

Nel 1966 a Francoforte furono corse per la prima volta la gara di velocità dilettanti in tandem e la prova del chilometro a cronometro, riservata alla sola categoria dilettanti. Lo stesso avvenne l'anno seguente ad Amsterdam. Eccezionalmente, nel 1968, i campionati Dilettanti e Professionisti non vennero disputati contemporaneamente: i primi ebbero luogo a Montevideo, in Uruguay, con prove di velocità individuale e tandem, chilometro e inseguimento individuale e a squadre, mentre quelli riservati ai Professionisti ebbero luogo a Roma, con prove di velocità e inseguimento maschili e femminili, ma anche il mezzofondo Professionisti e Dilettanti. La suddivisione dei due campionati venne riproposta l'anno successivo, ma la maggior parte delle prove furono disputate a Brno in Cecoslovacchia. Solo la velocità e l'inseguimento individuale Professionisti ebbero luogo ad Anversa in Belgio, motivo per cui vennero vinte da due corridori locali.
L'organizzazione dei campionati ritrovò la classica struttura a Leicester nel 1970, a Varese nel 1971 e a San Sebastián nel 1973. Le undici prove ebbero luogo nello stesso periodo e la quasi totalità dei titoli andarono a corridori europei, a eccezione dell'inseguimento Dilettanti del 1971, quando Martín Emilio Rodríguez vinse il primo titolo mondiale per la Colombia, e della velocità Donne del 1973 vinta dalla statunitense Sheila Young. L'anno 1972 vide l'organizzazione dei Giochi olimpici a cui, in quell'epoca, solo ciclisti dilettanti erano ammessi. Per questo motivo, solo le prove riservate ai Professionisti e le prove femminili vennero disputate ai campionati del mondo di Marsiglia. I due titoli femminili vennero vinti da due atlete sovietiche, gli altri da due belgi, mentre Germania e Gran Bretagna vinsero un titolo ciascuna.

### 1974-1992: nuovi scenari e ciclismo globale

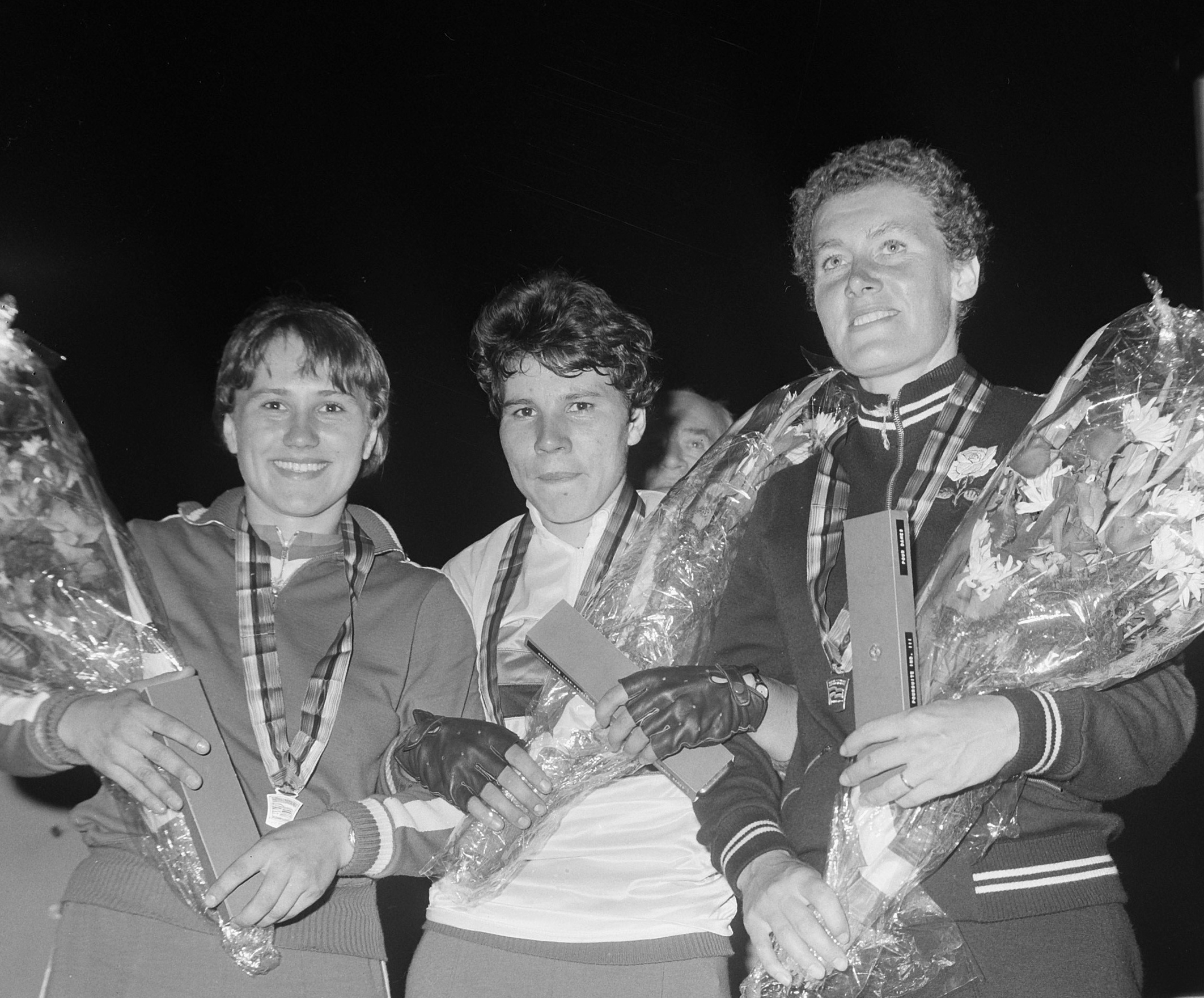
Il podio dell'inseguimento femminile ai campionati del mondo 1967 ad Amsterdam: da sinistra Raisa Obodovskaja, Tamara Garkušina e Beryl Burton

Nel 1974, dopo più di cinquanta edizioni organizzate consecutivamente nel continente europeo, i campionati furono disputati eccezionalmente in Canada, a Montréal. Contrariamente a quanto avvenuto nelle ultime edizioni oltreoceano, i corridori americani non vinsero alcun titolo, e si dovettero accontentare di una medaglia di bronzo della velocità femminile. Il palmarès vide tre titoli assegnati alla Germania Ovest, due alla Cecoslovacchia, all'Unione Sovietica e ai Paesi Bassi e uno a Danimarca e Svizzera. L'anno successivo i campionati tornarono a essere organizzati in Europa e l'edizione 1975 si svolse in ancora a Rocourt in Belgio. L'anno olimpico 1976 vide la stessa suddivisione del 1972 tra campionati dilettanti e professionisti/femminili. Questi ultimi ebbero luogo a Monteroni in Italia: dei sette titoli assegnati, due furono vinti dai Paesi Bassi, mentre Australia, Stati Uniti, Polonia, Italia e Germania vinsero un titolo ciascuno.
Nel 1977, San Cristóbal, nel Venezuela, accolse per la prima volta i migliori corridori del mondo. Dodici prove ebbero luogo, con la corsa a punti per Dilettanti che per la prima volta venne inserita nel programma mondiale. La vittoria in questa prova fu del belga Stan Tourné, ma in generale fu una nuova nazione a emergere, il Giappone. Atleti del Sol Levante vinsero due medaglie nella velocità professionisti con Koichi Nakano e Yoshikazu Sugata, rispettivamente oro e argento. Le stesse prove vennero proposte a Monaco di Baviera e Amsterdam, prima che un nuovo anno olimpico, il 1980, troncasse la competizione organizzata in Francia, a Besançon. Malgrado ciò, due nuove prove vennero proposte, il keirin e la corsa a punti per Professionisti, vinte rispettivamente dall'australiano Danny Clark e dal belga Stan Tourné. Il programma, che prevedeva quattordici prove, rimase invariato dai campionati di Brno del 1981 a quelli di Zurigo del 1983, poi dall'edizione di Bassano del Grappa 1985 fino a quella di Vienna nel 1987. Il 1984 e il 1988 furono anni olimpici: per questo i campionati di Barcellona e Gand presentarono per la categoria Dilettanti solo le prove di mezzofondo e velocità in tandem, non incluse nel programma a cinque cerchi. Spiccano in questo decennio gli otto titoli iridati in nove anni dello svizzero Urs Freuler nella corsa a punti professionisti e i dieci titoli mondiali consecutivi di Koichi Nakano, dal 1977 al 1986, nella velocità professionisti.

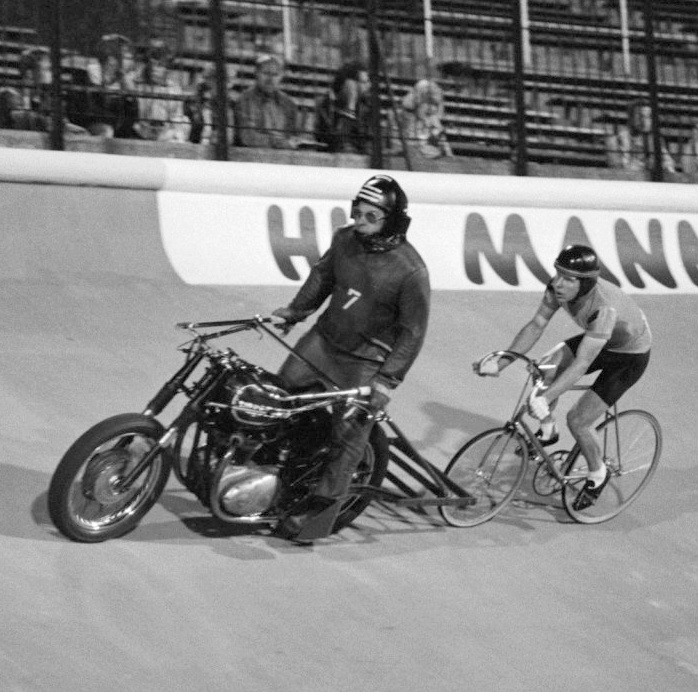
L'olandese Mattheus Pronk impegnato nel mezzofondo ai campionati del mondo 1979 ad Amsterdam

I campionati del mondo di Lione del 1989 furono l'occasione di includere nel programma una nuova disciplina, la corsa a punti femminile. La britannica Sally Hodge diventò la prima campionessa mondiale in tale evento. L'edizione seguente ebbe luogo per la prima volta nel continente asiatico, a Maebashi in Giappone. Questo campionato, insieme al successivo di Stoccarda, propose per l'ultima volta la distinzione tra corridori professionisti e dilettanti. Il campionato del 1992 a Valencia si svolse senza le prove olimpiche, ma conservò ugualmente per l'ultima volta mezzofondo e velocità in tandem per dilettanti. L'Unione Ciclistica Internazionale decise quindi di riunire le due federazioni, FIAC (Fédération internationale amateur de cyclisme) e FICP (Fédération internationale de cyclisme professionnel). La distinzione tra "Professionisti" e "Dilettanti" non venne più utilizzata: venne così introdotto il termine "open", a indicare gare aperte sia ai professionisti che ai dilettanti.

### Dal 1993: l'eraopen

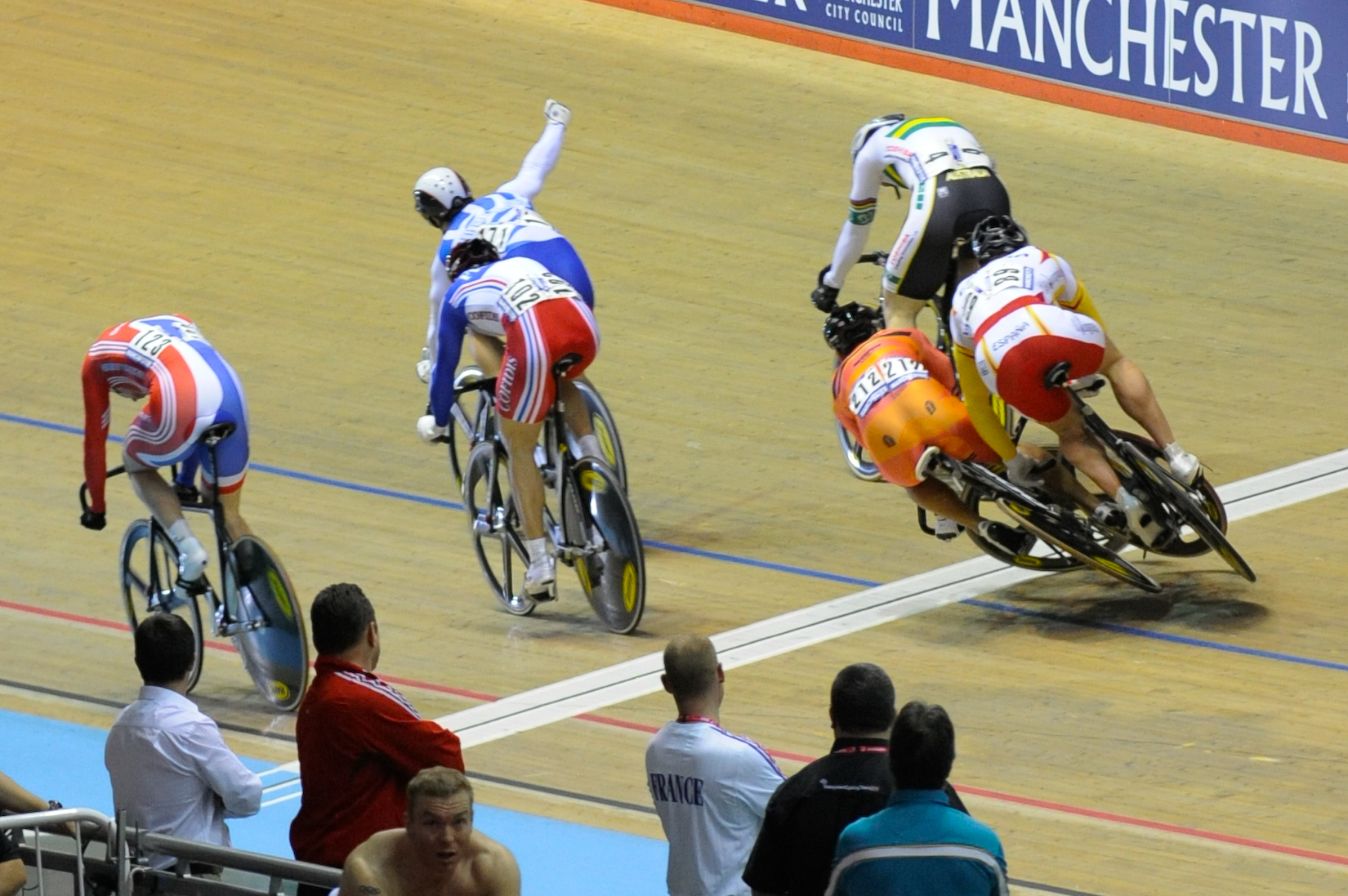
Un incidente di gara nel keirin ai campionati del mondo 2008 a Manchester

I primi campionati dell'era open ebbero luogo nel 1993 a Hamar in Norvegia. Undici discipline furono proposte: velocità maschile e femminile, velocità su tandem, chilometro a cronometro, keirin, corsa a punti maschile e femminile, inseguimento individuale maschile e femminile, inseguimento a squadre e mezzofondo. Questo formato non durò che due anni e subì una modifica successivamente ai campionati di Palermo del 1994: il tandem fu giudicato infatti troppo pericoloso e sostituito dalla velocità a squadre, e il mezzofondo dall'americana, mentre furono introdotti i 500 metri a cronometro femminili sulla falsariga del chilometro maschile. Ciò portò a dodici il numero di gare organizzate per i campionati del 1995 a Bogotà. Si trattò dell'ultima edizione dei campionati del mondo su pista accoppiati ai campionati del mondo su strada: dal 1996 l'organizzazione dei due eventi venne separata, con i primi disputati a Manchester e i secondi in Svizzera. Fu in questi anni che si mise in evidenza il ciclista detentore del record di maglie iridate, quattordici, il francese Arnaud Tournant, capace di aggiudicarsi un titolo nella velocità, quattro nel chilometro da fermo e soprattutto di primeggiare per nove volte in dodici anni, dal 1997 al 2008, nella velocità a squadre; ad affiancarlo, e a contribuire al prestigio della Francia nel settore velocità, i connazionali Laurent Gané e Florian Rousseau, capaci di vincere rispettivamente sette e dieci titoli mondiali.
Il formato dei campionati introdotto nel 1995 venne mantenuto invariato fino al 2002, quando vennero incluse tre nuove discipline, il keirin femminile e lo scratch maschile e femminile. Nel 2004 si assisté quindi allo spostamento in calendario dei campionati, complice la sempre maggior diffusione dei velodromi coperti: da una collocazione su tarda estate/autunno (agosto/settembre) si passò al tardo inverno/primavera (marzo/maggio). Negli stessi anni cominciarono le proprie sequenze di vittorie i due britannici Chris Hoy e Bradley Wiggins: il primo con dieci titoli mondiali nelle prove veloci tra 2002 e 2010, il secondo con sei successi tra 2003 e 2008 nelle specialità endurance. In campo femminile emerse invece la rivalità tra l'australiana Anna Meares e la britannica Victoria Pendleton, la prima in grado di aggiudicarsi, a partire dal 2002, undici titoli iridati (tre nella velocità a squadre, quattro nei 500 metri), la seconda di vincerne nove tra 2005 e 2012, con predilezione per la velocità (sei successi).

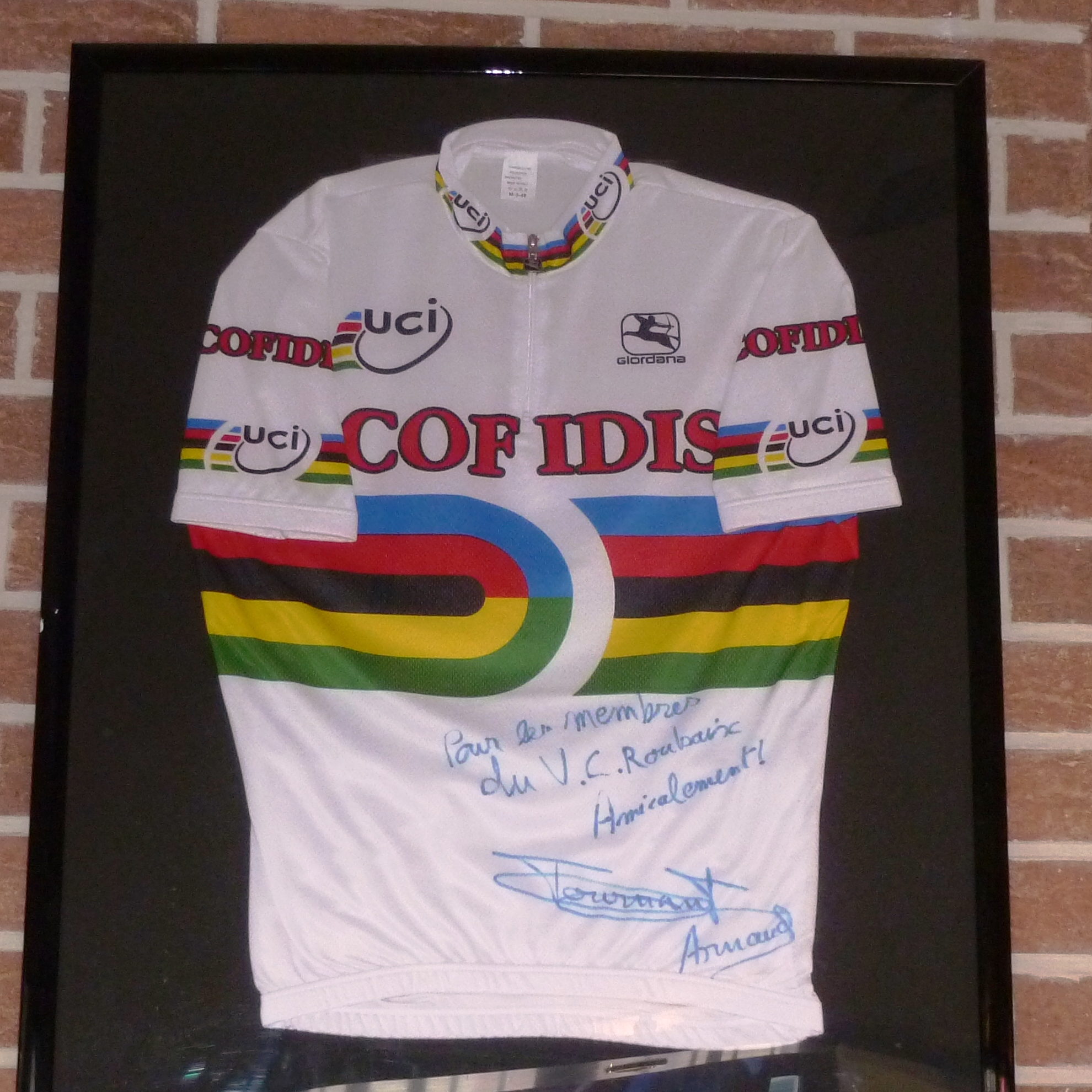
La maglia iridata autografata di Arnaud Tournant in mostra a Roubaix

Negli anni subito successivi venne introdotta un'ulteriore disciplina, l'omnium, dal 2007 per gli uomini, poi dal 2009 anche per le donne; tra 2007 e 2008 fecero infine ingresso nel programma dei campionati mondiali la velocità a squadre e l'inseguimento a squadre femminili, quest'ultimo prima per squadre di tre cicliste sulla distanza di 3000 m e dal 2014 per quartetti sui 4000 m. Dal 2009 il computo delle gare proposte nei campionati è diventato perciò pari a diciannove, dieci maschili e nove femminili, con l'americana a essere rimasta l'unica prova iridata in solo ambito maschile; l'introduzione dell'americana femminile nel programma iridato è arrivata nell'edizione 2017, portando il totale delle gare a venti. Figure di rilievo emerse negli ultimi anni sono state quelle del francese Grégory Baugé, vincitore, a partire dal 2006, di quattro titoli iridati nella velocità e cinque nella velocità a squadre, e quelle della statunitense Sarah Hammer e della tedesca Kristina Vogel, vincitrici rispettivamente di otto e undici ori mondiali, la prima nelle prove endurance, la seconda in quelle veloci.

### I riconoscimenti
Il vincitore dei campionati organizzati dalla ICA riceveva una medaglia d'oro. L'UCI assegna al vincitore di ogni disciplina una medaglia d'oro e la cosiddetta maglia iridata, una maglia bianca cerchiata con i cinque colori che rappresentano ognuno un continente come i cerchi della bandiera olimpica, che ha diritto di indossare in tutte le gare dell'anno successivo della disciplina vinta. Al secondo e al terzo classificato vanno una medaglia d'argento e bronzo, rispettivamente.

## Edizioni
| Anno    | Paese                                     | Città                                     |
| ------- | ----------------------------------------- | ----------------------------------------- |
| 1893    | Stati Uniti                               | Chicago                                   |
| 1894    | Belgio                                    | Anversa                                   |
| 1895    | Germania                                  | Colonia                                   |
| 1896    | Danimarca                                 | Copenaghen                                |
| 1897    | Regno Unito                               | Glasgow                                   |
| 1898    | Austria-Ungheria                          | Vienna                                    |
| 1899    | Canada                                    | Montréal                                  |
| 1900    | Francia                                   | Parigi                                    |
| 1901    | Germania                                  | Berlino                                   |
| 1902    | Italia                                    | Roma                                      |
| 1903    | Danimarca                                 | Copenaghen                                |
| 1904    | Regno Unito                               | Londra                                    |
| 1905    | Belgio                                    | Anversa                                   |
| 1906    | Svizzera                                  | Ginevra                                   |
| 1907    | Francia                                   | Parigi                                    |
| 1908    | Germania                                  | Berlino                                   |
| 1909    | Danimarca                                 | Copenaghen                                |
| 1910    | Belgio                                    | Bruxelles                                 |
| 1911    | Italia                                    | Roma                                      |
| 1912    | Stati Uniti                               | Newark                                    |
| 1913    | Germania                                  | Lipsia                                    |
| 1914    | Danimarca                                 | Copenaghen                                |
| 1915-19 | non disputati causa Prima guerra mondiale | non disputati causa Prima guerra mondiale |
| 1920    | Belgio                                    | Anversa                                   |
| 1921    | Danimarca                                 | Copenaghen                                |
| 1922    | Francia                                   | Parigi                                    |
| 1923    | Svizzera                                  | Zurigo                                    |
| 1924    | Francia                                   | Parigi                                    |
| 1925    | Paesi Bassi                               | Amsterdam                                 |
| 1926    | Italia                                    | Milano                                    |
| 1927    | Germania                                  | Colonia                                   |
| 1928    | Ungheria                                  | Budapest                                  |
| 1929    | Svizzera                                  | Zurigo                                    |
| 1930    | Belgio                                    | Bruxelles                                 |
| 1931    | Danimarca                                 | Copenaghen                                |
| 1932    | Italia                                    | Roma                                      |
| 1933    | Francia                                   | Parigi                                    |
| 1934    | Germania                                  | Lipsia                                    |
| 1935    | Belgio                                    | Bruxelles                                 |
| 1936    | Svizzera                                  | Zurigo                                    |
| 1937    | Danimarca                                 | Copenaghen                                |
| 1938    | Paesi Bassi                               | Amsterdam                                 |

| Anno    | Paese                                       | Città                                       |
| ------- | ------------------------------------------- | ------------------------------------------- |
| 1939    | Italia                                      | Milano                                      |
| 1940-45 | non disputati causa Seconda guerra mondiale | non disputati causa Seconda guerra mondiale |
| 1946    | Svizzera                                    | Zurigo                                      |
| 1947    | Francia                                     | Parigi                                      |
| 1948    | Paesi Bassi                                 | Amsterdam                                   |
| 1949    | Danimarca                                   | Copenaghen                                  |
| 1950    | Belgio                                      | Rocourt                                     |
| 1951    | Italia                                      | Milano                                      |
| 1952    | Francia                                     | Parigi                                      |
| 1953    | Svizzera                                    | Zurigo                                      |
| 1954    | Germania Ovest                              | Colonia                                     |
| 1955    | Italia                                      | Milano                                      |
| 1956    | Danimarca                                   | Copenaghen                                  |
| 1957    | Belgio                                      | Rocourt                                     |
| 1958    | Francia                                     | Parigi                                      |
| 1959    | Paesi Bassi                                 | Amsterdam                                   |
| 1960    | Germania Est                                | Lipsia                                      |
| 1961    | Svizzera                                    | Zurigo                                      |
| 1962    | Italia                                      | Milano                                      |
| 1963    | Belgio                                      | Rocourt                                     |
| 1964    | Francia                                     | Parigi                                      |
| 1965    | Spagna                                      | San Sebastián                               |
| 1966    | Germania Ovest                              | Francoforte                                 |
| 1967    | Paesi Bassi                                 | Amsterdam                                   |
| 1968    | Italia                                      | Roma                                        |
| 1968    | Uruguay                                     | Montevideo                                  |
| 1969    | Belgio                                      | Anversa                                     |
| 1969    | Cecoslovacchia                              | Brno                                        |
| 1970    | Regno Unito                                 | Leicester                                   |
| 1971    | Italia                                      | Varese                                      |
| 1972    | Francia                                     | Marsiglia                                   |
| 1973    | Spagna                                      | San Sebastián                               |
| 1974    | Canada                                      | Montréal                                    |
| 1975    | Belgio                                      | Rocourt                                     |
| 1976    | Italia                                      | Monteroni di Lecce                          |
| 1977    | Venezuela                                   | San Cristóbal                               |
| 1978    | Germania Ovest                              | Monaco di Baviera                           |
| 1979    | Paesi Bassi                                 | Amsterdam                                   |
| 1980    | Francia                                     | Besançon                                    |
| 1981    | Cecoslovacchia                              | Brno                                        |
| 1982    | Regno Unito                                 | Leicester                                   |
| 1983    | Svizzera                                    | Zurigo                                      |

| Anno | Paese       | Città                     |
| ---- | ----------- | ------------------------- |
| 1984 | Spagna      | Barcellona                |
| 1985 | Italia      | Bassano del Grappa        |
| 1986 | Stati Uniti | Colorado Springs          |
| 1987 | Austria     | Vienna                    |
| 1988 | Belgio      | Gand                      |
| 1989 | Francia     | Lione                     |
| 1990 | Giappone    | Maebashi                  |
| 1991 | Germania    | Stoccarda                 |
| 1992 | Spagna      | Valencia                  |
| 1993 | Norvegia    | Hamar                     |
| 1994 | Italia      | Palermo                   |
| 1995 | Colombia    | Bogotà                    |
| 1996 | Regno Unito | Manchester                |
| 1997 | Australia   | Perth                     |
| 1998 | Francia     | Bordeaux                  |
| 1999 | Germania    | Berlino                   |
| 2000 | Regno Unito | Manchester                |
| 2001 | Belgio      | Anversa                   |
| 2002 | Danimarca   | Ballerup                  |
| 2003 | Germania    | Stoccarda                 |
| 2004 | Australia   | Melbourne                 |
| 2005 | Stati Uniti | Los Angeles               |
| 2006 | Francia     | Bordeaux                  |
| 2007 | Spagna      | Palma di Maiorca          |
| 2008 | Regno Unito | Manchester                |
| 2009 | Polonia     | Pruszków                  |
| 2010 | Danimarca   | Ballerup                  |
| 2011 | Paesi Bassi | Apeldoorn                 |
| 2012 | Australia   | Melbourne                 |
| 2013 | Bielorussia | Minsk                     |
| 2014 | Colombia    | Cali                      |
| 2015 | Francia     | Saint-Quentin-en-Yvelines |
| 2016 | Regno Unito | Londra                    |
| 2017 | Hong Kong   | Hong Kong                 |
| 2018 | Paesi Bassi | Apeldoorn                 |
| 2019 | Polonia     | Pruszków                  |
| 2020 | Germania    | Berlino                   |
| 2021 | Francia     | Roubaix                   |
| 2022 | Francia     | Saint-Quentin-en-Yvelines |
| 2023 | Regno Unito | Glasgow                   |
| 2024 | Danimarca   | Ballerup                  |
| 2025 | Cile        | Santiago del Cile         |

## Albo d'oro
Dal 1893 le prove maschili hanno incluso in totale tredici discipline differenti, mentre le femminili nove. Alcune prove maschili non sono più organizzate:
- Quattro specialità, aperte separatamente a professionisti e dilettanti, sono state riunite dal 1993: corsa a punti, inseguimento individuale, mezzofondo e velocità.
- Due prove sono state soppresse a partire dal 1995: tandem e mezzofondo.

Altre prove sono state aggiunte recentemente: l'americana, la velocità a squadre (o olimpica), lo scratch, l'omnium e l'eliminazione. Al 2021 rimangono undici specialità a livello maschile e undicii a livello femminile.
Prove maschili per Dilettanti (fino al 1992)
- Chilometro (1966-1992)
- Corsa a punti (1977-1992)
- Inseguimento individuale (1946-1992)
- Inseguimento a squadre (1962-1992)
- Mezzofondo (1893-1992)
- Tandem (1900 e 1966-1992)
- Velocità (1893-1992)
- Velocità su 10 km (1893-1894)

Prove maschili per Professionisti (fino al 1992)
- Corsa a punti (1980-1992)
- Inseguimento individuale (1946-1992)
- Keirin (1980-1992)
- Mezzofondo (1895-1992)
- Velocità (1895-1992)

Prove maschili Open (dal 1993)
- Chilometro (1993-oggi)
- Americana (1995-oggi)
- Corsa a punti (1993-oggi)
- Inseguimento individuale (1993-oggi)
- Inseguimento a squadre (1993-oggi)
- Keirin (1993-oggi)
- Omnium (2007-oggi)
- Scratch (2002-oggi)
- Velocità (1993-oggi)
- Velocità a squadre (1995-oggi)
- Eliminazione (2021-oggi)
- Tandem (1993-1994)
- Mezzofondo (1993-1994)

Prove femminili
- 500 metri (1995-oggi)
- Americana (2017-oggi)
- Corsa a punti (1988-oggi)
- Inseguimento individuale (1958-oggi)
- Inseguimento a squadre (2008-oggi)
- Keirin (2002-oggi)
- Omnium (2009-oggi)
- Scratch (2002-oggi)
- Velocità (1958-oggi)
- Velocità a squadre (2007-oggi)
- Eliminazione (2021-oggi)

## Medagliere
Aggiornato all'edizione 2024.
| Pos. | Paese                         | Oro | Argento | Bronzo | Totale |
| ---- | ----------------------------- | --- | ------- | ------ | ------ |
| 1    | Francia                       | 148 | 123     | 134    | 405    |
| 2    | Gran Bretagna                 | 120 | 91      | 78     | 294    |
| 3    | Paesi Bassi                   | 117 | 107     | 95     | 319    |
| 4    | Italia                        | 90  | 97      | 106    | 293    |
| 5    | Australia                     | 87  | 101     | 79     | 267    |
| 6    | Germania                      | 86  | 80      | 95     | 261    |
| 7    | Unione Sovietica              | 58  | 50      | 35     | 143    |
| 8    | Belgio                        | 56  | 59      | 56     | 171    |
| 9    | Stati Uniti                   | 53  | 48      | 49     | 150    |
| 10   | Danimarca                     | 36  | 42      | 38     | 116    |
| 11   | Germania Est                  | 34  | 31      | 28     | 93     |
| 12   | Svizzera                      | 33  | 34      | 36     | 103    |
| 13   | Germania Ovest                | 29  | 31      | 30     | 90     |
| 14   | Russia                        | 24  | 23      | 28     | 75     |
| 15   | Spagna                        | 20  | 22      | 16     | 58     |
| 16   | Nuova Zelanda                 | 17  | 25      | 28     | 70     |
| 17   | Giappone                      | 16  | 16      | 19     | 51     |
| 18   | Cecoslovacchia                | 14  | 9       | 18     | 41     |
| 19   | Bielorussia                   | 14  | 2       | 8      | 24     |
| 20   | Polonia                       | 9   | 7       | 9      | 25     |
| 21   | Colombia                      | 7   | 6       | 2      | 15     |
| 22   | Canada                        | 6   | 20      | 17     | 43     |
| 23   | Austria                       | 5   | 7       | 11     | 23     |
| 24   | Hong Kong                     | 5   | 2       | 4      | 11     |
| 25   | Cina                          | 4   | 15      | 12     | 31     |
| 26   | Ucraina                       | 4   | 7       | 3      | 14     |
| 27   | Cuba                          | 4   | 4       | 5      | 13     |
| 28   | Rep. Ceca                     | 3   | 5       | 7      | 15     |
| 29   | Commonwealth Games Federation | 3   | 2       | 3      | 8      |
| 30   | Lituania                      | 2   | 8       | 11     | 21     |
| 31   | Norvegia                      | 2   | 3       | 5      | 10     |
| 32   | Irlanda                       | 2   | 3       | 4      | 9      |
| 33   | Messico                       | 1   | 7       | 4      | 12     |
| 34   | Argentina                     | 1   | 5       | 10     | 16     |
| 35   | Malaysia                      | 1   | 2       | 5      | 8      |
| 36   | Portogallo                    | 1   | 2       | 3      | 6      |
| 37   | Sudafrica                     | 1   | 2       | 1      | 4      |
| 38   | Atleti Neutrali Autorizzati   | 1   | 0       | 0      | 1      |
| 39   | Russian Cycling Federation    | 0   | 2       | 4      | 6      |
| 40   | Lussemburgo                   | 0   | 2       | 2      | 4      |
| 40   | Trinidad e Tobago             | 0   | 2       | 2      | 4      |
| 42   | Grecia                        | 0   | 1       | 2      | 3      |
| 43   | Barbados                      | 0   | 1       | 1      | 2      |
| 43   | Corea del Sud                 | 0   | 1       | 1      | 2      |
| 45   | Boemia                        | 0   | 1       | 0      | 1      |
| 45   | Lettonia                      | 0   | 1       | 0      | 1      |
| 45   | Uruguay                       | 0   | 1       | 0      | 1      |
| 45   | Israele                       | 0   | 1       | 0      | 1      |
| 49   | Svezia                        | 0   | 0       | 2      | 2      |
| 50   | Estonia                       | 0   | 0       | 1      | 1      |
| 50   | Kazakistan                    | 0   | 0       | 1      | 1      |
| 50   | Liechtenstein                 | 0   | 0       | 1      | 1      |